# Leptothorax bugnioni
Leptothorax bugnioni är en myrart som beskrevs av Auguste-Henri Forel 1894. Leptothorax bugnioni ingår i släktet smalmyror, och familjen myror.

## Underarter
Arten delas in i följande underarter:
- L. b. bugnioni
- L. b. pupseli